# Antiguo Banco Oriental
El Antiguo Banco Oriental es un edificio histórico que se encuentra ubicado en el Centro Histórico de Puebla. Fue construido como sede del antiguo Banco Oriental de México, a principios del siglo XX y fue una de las 5 instituciones más importantes de todo el país.

## Historia
Fue inaugurado el 6 de abril de 1908 como sede del Banco Oriental de México, posteriormente a este uso, funciono como Banco de México, después como Cámara Textil, Palacio de Gobierno del Estado y Tesorería del Ayuntamiento. Por último, fue restaurado en el año de 1996 y actualmente se utiliza como el Edificio de Protocolos del Gobierno del Estado, a cargo de la administración estatal.
El banco acuñaba su moneda y billetes los cuales tenían la imagen Esteban de Antuñano. Entre los años 1902 y 1916, el Banco Oriental fue utilizado como eje maestro del sistema de banca regional conformado en conjunto con la institución satélite del   Descuento Español, Banco de Oaxaca y Chiapas, así como el Banco Español Refaccionario quienes tenían la autorización para emitir billetes, bonos y podían operar en la Ciudad de México como banco de depósito y descuento, con ello se logró  dar financiamiento al sector agropecuario y textil. En el año de 1914, dejaron de emitir billetes y posterior a ello el Banco de México fue el encargado de ello.
Posteriormente el Banco Oriental de México, se convirtió en Cámara Textil, después en Tesorería del Ayuntamiento y por último fungió como Palacio de Gobierno del Estado de Puebla,  y también conocido como “Salón de Protocolos”.
En el año de 1996 se realizaron diversas restauraciones, en el área de recepción y exhibición, se estableció el comedor vip, el salón de banquetes y las oficinas de recepción de la administración estatal.

## Arquitectura
Este inmueble fue construido sobre las ruinas de varias casas coloniales, mediante una técnica innovadora para su época, propuesta y diseñada por el arquitecto Alfredo Giles, el ingeniero Carlos Bello y el escultor Jesús Corro Soriano.
Tal como lo señala el artículo El edificio es de estilo ecléctico, lo que quiere decir que este, se encuentra compuesto con diversos elementos y estilos arquitectónicos, rematados con mansardas, buhardillas y una cúpula en la esquina.

## Actualidad
En la actualidad es conocida como una “Tienda Museo Salón Candiles” en donde se exhiben artesanías poblanas.